# Rakitnik
Rakitnik je naselje v Občini Postojna.